# Limnocentropus hysbald
Limnocentropus hysbald is een schietmot uit de familie Limnocentropodidae. De soort komt voor in het Oriëntaals gebied.